# گرکین
گرکین، روستایی از توابع بخش مرکزی شهرستان قزوین در استان قزوین ایران است. این روستا در کوهستان‌های شمالی استان قزوین قرار دارد. نزدیک‌ترین مسیر برای رسیدن به این روستا از بلوار امام علی (ع) از شهرک مینودر و عبور از روستای نجم‌آباد است. مسیر و جاده روستا آسفالت می‌باشد و از این بابت مسافران و گردشگران هیچ نگرانی نداشته باشند. زبان مردم روستا ترکی است. از جمله مکانهای دیدنی روستا عبارت اند از سدهای آبخیز داری، تپه‌های باستانی (دوشان تپه، تپه پیشستان، تپه مرجان)، قله ملار که کوهنوردان بسیاری را به خود جذب می‌کند، باغات سرسبز و سنتی روستا. شغل اصلی مردم روستای گرکین دامداری، کشاورزی و باغداری است. محصولات کشاورزی این روستا عبارت اند از غلات (گندم، جو، نخود، عدس) و محصولات باغی که شامل گردو، بادام، گیلاس، انگور، بیدمشک و … می‌باشد. یکی از مزارع بسیار مرغوب این روستا برای کشت نخود و عدس، مزرعه خراس (ییلاق) است. در این مزرعه چشمه‌های معدنی فراوانی وجود دارد.
آب مورد نیاز برای آبیاری باغات روستا از طریق سدهای آبخیز داری که توسط سازمان منابع طبیعی احداث شده‌اند، تأمین می‌شود.
یکی از رسومات محلی روستای گرکین، 《 شیلان》 است. شیلان ارتباط بسیار زیادی با آب روستا دارد چرا که در قدیم زمانی که آب چشمه روستا خشک شده بود، مردم و اهالی روستا برای بازگشت آب چشمه نذر می‌کنند تا خرج امام (آبگوشت) که همان شیلان است، بدهند. و آنچنان است که بعد از یک ماه آب چشمه روستا مجدداً رونق و سرازیر می‌شود و لذا تا به امروز نیز این رسم در روستا بر قرار است و هر ساله در فصل پاییز رسم شیلان (پختن غذای نذری آبگوشت) در روستای گرکین بر گزار می‌شود.

## گرکین در فرهنگ جغرافیایی ایران
ده جزء دهستان حومه بخش مرکزی شهرستان قزوین. ۱۶ کیلومتری قزوین، سکنه ۲۴۸، شیعه، ترکی. چشمه در بهار از رود محلی، غلات دیمی، انگور، بادام، بنشن. شغل زراعت، گلیم، جاجیم، جوراب بافی. راه تا اروس‌آباد ۸ کیلومتری ده فرعی است، ماشین می‌توان برد.

## جمعیت
این روستا در دهستان اقبال غربی قرار دارد و براساس سرشماری مرکز آمار ایران در سال ۱۳۸۵، جمعیت آن ۲۶۲ نفر (۶۰خانوار) بوده است.